# In My Life
In My Life  (У моєму житті) — пісня гурту Бітлз, випущена на альбомі Rubber Soul 1965 року, написаного в основному Джоном Ленноном, але приписується дуету Леннон — Маккартні. Пол Маккартні та Леннон пізніше не погоджувалися з тим, наскільки вони внесли свій внесок у цю пісню, зокрема, до мелодії. Джордж Мартін посприяв сольному бриджу на фортепіано, який прискорився, щоб звучати як клавесин.
Пісня надихнула більшу кількість виробників поп-музики на використання клавесинів у своїх аранжуваннях. У журналі Rolling Stone «In My Life» посіла 23 місце у списку «500 найкращих пісень усіх часів за версією журналу Rolling Stone», а також стала п'ятою у списку «100 найкращих пісень» Бітлз. Пісня займає друге місце у списку «50 треків CBC». Журнал Mojo назвав його найкращою піснею всіх часів у 2000 році.

## Композиція
У інтерв'ю 1980 року Леннон назвав цю пісню своєю «першою справжньою великою частиною роботи», оскільки він вперше написав особисті тексти про своє життя. За словами Леннона, витоки пісні можна простежити, коли англійський журналіст Кеннет Аллсоп зауважив, що Леннон повинен писати пісні про своє дитинство. Згодом Леннон написав пісню у формі довгого вірша, що згадує про його дитячі роки. Оригінальна версія лірики була заснована на автобусному маршруті, який він використовував у Ліверпулі, і назвав різні місця, що бачили на цьому шляху, включаючи Penny Lane і Strawberry Field.Ці оригінальні тексти виставлені в Британській бібліотеці.
Пізніше Леннон вважав, що оригінальні тексти були «смішними». Він переробив слова і замінив певні спогади узагальненою медитацією про його минуле. «Дуже мало рядків» оригінальної версії залишилося в готовій пісні. За словами друга і біографа Леннона Пітера Шоттона, рядки «Деякі [друзі] мертві, а деякі живуть / У моєму житті я їх усіх любив» посилався на Стюарта Саткліффа (який помер в 1962 році) і на Шоттона.
Що стосується композиції мелодії, то спогади Леннона і Маккартні відрізняються. Посилаючись на Маккартні, Леннон сказав, що «його внесок мелодійний — це гармонія і сама середня вісімка». Маккартні стверджував, що він починає лірику Леннона від музики від початку до кінця, надихаючи мелодію з пісень Смокі Робінсона та The Miracles. «Мені сподобалася „In My Life“. Це були слова, які написав Джон, і я написав цю мелодію. Це було велично». Дослідження 2018 року, яке використовувало «моделювання мішків слів» для аналізу пісні, вказувало на те, що музика повністю складена Ленноном. На основі аналізу, математик Кейт Девлін повідомив про .018 % ймовірності написання цієї пісні Полом Маккартні.

## Запис пісні
Пісня була записана 18 жовтня 1965 року і була завершена, за винятком інструментального бриджу. У той час Леннон не вирішив, який інструмент використовувати, але згодом попросив Джорджа Мартіна зіграти фортепіанне соло, пропонуючи «якесь барокове звучання». 22 жовтня, соло було записано зі стрічкою, що працює на половині швидкості, тому при відтворенні в нормальному темпі фортепіано було вдвічі швидше і на вищій октаві, вирішивши проблему виконання, а також даючи соло унікальний тембр, що нагадує клавесин.

## Учасники запису
- Джон Леннон — двоканальний вокал, ритм-гітара
- Пол Маккартні — гармонійний вокал, бас
- Джордж Харрісон — гармонійний вокал, гітара
- Рінго Старр — барабани, бубни, дзвони
- Джордж Мартін — фортепіано: Персонал за Іен Макдональд[17]

## Інші версії
- Джуді Коллінз записала пісню як заголовок її альбому 1966 року.
- Джон Денвер записав його на своєму саморобному демо-альбомі 1966 року «John Denver Sings».
- Хосе Фелісіано записав кавер-версію пісні в 1968 році для «Фелісіано!».
- Сів Мальквіст записала шведською «I mitt liv» (1970) на її альбомі «Underbara Siw (Wonderful Siw)», який був нагороджений шведською Греміс того ж року.
- Сілла Блек записала пісню як заголовок її альбому 1974 року.
- Джордж Харрісон зробив душевну версію під час свого північно-американського туру з альбомом «Dark Horse».
- Біллі Престон зробив соло на органі Гаммонда.
- Род Стюарт записав версію для свого альбому 1986 року «Every Beat of My Heart».
- Бетт Мідлер записала одну з найбільш цікавих версій у 1991 році. Вийшла як сингл на початку 1992 року з саундтреку її фільму «Для наших хлопців». Ця версія пізніше з'явилася на її альбомах «Experience the Divine: Greatest Hits».
- Обкладинка Шанталь Крев'язюк використовувалася як тематична пісня для серії «Провіденс».
- Джонні Кеш використав пісню в 2002 році для свого альбому «American IV: The Man Comes Around».
- The Seekers записали пісню для свого «Золотого ювілею» 2012 року.
- Джейк Зайрус використав пісню в 2009 році для свого альбому «My Inspiration».
- Новозеландсько-австралійський гурт «Dragon» використав пісню на своєму альбомі «It's All Too Beautiful» (2011).
- Оззі Осборн використав пісню на своєму боксеті «Prince of Darkness».
- Даррен Крісс, Самуель Ларсен, Дженна Ушковіц, Даміан Макгінті, Ванесса Ленгіс, Кевін Макгейл і Акорд Оверстріт використали пісню у фіналі сезону телесеріалу «Хор».
- Джордж Мартін випустив версію про свій альбом 1998 року «In My life», який розповів Шон Коннері.
- Дайана Кролл використала це у її альбомі 2015 «Wallflower».